# Barreiros, Tây Ban Nha
Barreiros là một đô thị tự quản trong tỉnh Lugo vùng Galicia, Tây Ban Nha. Đô thị này có diện tích 72,42 km2, dân số năm 2013 là 3061 người.
Khu vực có độ cao 33 m trên mực nước biển.
Đô thị này cách Lugo 69,4 km